# Titularbistum Ida in Mauretania
Ida in Mauretania war eine antike Stadt in der römischen Provinz Mauretania Caesariensis im heutigen nördlichen Algerien.
Ida in Mauretania (ital.: Ida di Mauritania) ist ein ehemaliges Bistum der römisch-katholischen Kirche und heute ein Titularbistum.
| Nr. | Name                   | Amt                                | von              | bis              |
| --- | ---------------------- | ---------------------------------- | ---------------- | ---------------- |
| 1   | Redento Maria Gauci OC | Prälat von Chuquibamba             | 8. April 1967    | 10. Februar 1978 |
| 2   | Egidio Sampieri OFM    | Apostolischer Vikar von Alexandria | 29. April 1978   | 26. August 2000  |
| 3   | Giuseppe Bausardo SDB  | Apostolischer Vikar von Alexandria | 24. Februar 2001 |                  |